# Ophonus gammeli
Ophonus (Metophonus) gammeli – gatunek chrząszcza z rodziny biegaczowatych, podrodziny Harpalinae i pleminia Harpalini.

## Taksonomia
Gatunek został opisany w 1897 roku przez Erwina Schaubergera jako Harpalus gammeli.

## Opis
Osiąga od 9 do 12 mm długości ciała. Górna powierzchnia ciała przynajmniej częściowo metalicznie zielonkawa lub niebieskawa. Podstawa przedplecza bez jakiegokolwiek śladu obrzeżenia. Przedplecze bez bocznego uszczecionego punktem w nasadowej ¼, szersze i mniej zafalowane ku podstawie niż u O. punctatulus. Wierzchołek penisa bez dysku wierzchołkowego, a jedynie skośnie zakrzywiony ku górze. Drugi segment przednich stóp samca nie szerszy od trzeciego.

## Występowanie
Gatunek europejski, wykazany z Austrii, Bośni i Hercegowiny, Bułgarii, Czech, europejskiej Turcji, Grecji, byłej Jugosławii, Mołdawii, europejskiej Rosji, Słowacji, Ukrainy, Węgier i Włoch.